# محمود ممدوح
محمود ممدوح، ممثل أردني .

## عن حياته
له العديد من الأعمال التلفزيونية .

## من  أعماله

### المسلسلات
- ذيب السرايا
- عطر النار
- دبابيس زعل وخضرا
- مخاوي الذيب
- أبو جعفر المنصور
- نمر بن عدوان

### الأفلام
- الشراكسة

## روابط خارجية
- محمود ممدوح على موقع قاعدة بيانات الأفلام العربية